# Tropidurus insulanus
Tropidurus insulanus är en ödleart som beskrevs av  Rodrigues 1987. Tropidurus insulanus ingår i släktet Tropidurus och familjen Tropiduridae. Inga underarter finns listade i Catalogue of Life.